# Epilohmannia taiwanica
Epilohmannia taiwanica är en kvalsterart som beskrevs av Tseng 1982. Epilohmannia taiwanica ingår i släktet Epilohmannia och familjen Epilohmanniidae. Inga underarter finns listade i Catalogue of Life.